# Echinosepala
Echinosepala es un género que tiene asignada ocho especies de orquídeas, originarias de  Sudamérica. 

## Descripción
Morfológicamente se parecen mucho a Myoxanthus. A excepción de Echinosepala pan estas especies difieren de Myoxanthus en que no  presentan vainas pubescentes en ramicaules. Tiene dos subgéneros:
El subgénero Sileni que caracteriza por tener una sola flor por inflorescencia, que brota en la base de la hoja. Las flores son carnosas, pubescentes externamente, y sus anteras, como en Myoxanthus son ciliadas en el extremo superior.
La inflorescencia de las especies del subgénero Satyria surge directamente del rizoma.callese

## Distribución y hábitat
Echinosepala está básicamente compuesta por especies de América Central y el norte de América del Sur, tiene solo tres representantantes en Brasil, en la región fronteriza con Venezuela y Colombia, que pertenece al subgénero Sileni.

## Evolución, filogenia y taxonomía
El género Echinosepala fue propuesto por Pridgeon y M.W.Chase en Lindleyana 17: 100, en 2002. La especie tipo es Echinosepala aspasicensis (Rchb.f) Pridgeon & M.W.Chase  (2002).
Sus especies son morfológicamente intermedias de Dresslerella y Myoxanthus, subgéneros Silenia y Satyria de Myoxanthus. En 2002 Pridgeon e Chase, basándose en el DNA de esas plantas, propusieron su separación  de Myoxanthus en un nuevo género.
Luer en 2004 conservó el viejo género Brenesia de Schlecher, donde trasladó  todas estas especies, sin embargo, aunque morfológicamente similares, aquí preferimos mantener el proyecto de Pridgeon y Chase que sirven mejor a la filogenia de este grupo. El espécimen tipo de Brenesia se inserta en medio del grupo formado mayormente por las especies de Acianthera', así que se optó por mantener en Brenesia las únicas especies que antes no estaba sujeta a Myoxanthus, a saber, Brenesia johnsonii y Brenesia herrerae, que, según su filogenia están incluidas en otros grupos.

## Etimología
El nombre del género es una referencia a los sépalos acuminados de sus flores.

## Sinonimia
- Myoxanthus subgen. Satyria Monogr. Syst. Bot. Missouri Bot. Gard. 44: 5. 1992.
- Pleurothallis sect. Satyria (Luer) Luer, Lindleyana 11(2): 118. 1996.
- Myoxanthus subgen. Silenia Monogr. Syst. Bot. Missouri Bot. Gard. 44: 6. 1992.
- Echinella Pridgeon & M.W.Chase, Lindleyana 16: 253. 2001.

## Especies deEchinosepala
1. Echinosepala aspasicensis (Rchb.f.) Pridgeon & M.W.Chase, (2002).
2. Echinosepala balaeniceps (Luer & Dressler) Pridgeon & M.W.Chase, (2002).
3. Echinosepala lappiformis (A.H.Heller & L.O.Williams) Pridgeon & M.W.Chase, (2002).
4. Echinosepala pan (Luer) Pridgeon & M.W.Chase, (2002).
5. Echinosepala sempergemmata (Luer) Pridgeon & M.W.Chase, (2002).
6. Echinosepala stonei (Luer) Pridgeon & M.W.Chase, (2002).
7. Echinosepala tomentosa (Luer) Pridgeon & M.W.Chase, (2002).
8. Echinosepala uncinata (Fawc.) Pridgeon & M.W.Chase, (2002).